# アオサナエ
アオサナエ（学名：Nihonogomphus viridis）は、サナエトンボ科に分類されるトンボの一種。学名のうち、屬名のNihonogomphusは、日本の（Nihono）ホンサエトンボ（gomphus）を意味し、種小名のviridisは、「緑の」を意味する。

## 概要
日本固有種であり、本州（岩手・秋田県以南）、四国、九州に分布する。成熟したオス成虫の体色は鮮やかな緑色になる。